# خسروآباد (پردیس)
خسروآباد، مرکز بخش جاجرود از توابع شهرستان پردیس در استان تهران است.

## جمعیت
جمعیت این شهر براساس سرشماری مرکز آمار ایران در سال ۱۳۹۵ داری جمعیتی برابر با ۱٬۰۸۳ نفر (۳۴۰ خانوار) بوده‌است.

## تاریخچه
خسروآباد در دوره قاجار متعلق به کامران میرزا پسر ناصرالدین شاه بوده‌است. در سال ۱۳۰۰ خورشیدی فردی به نام میرزا علی محمد خان منفرد در پی طلبی که از کامران میرزا داشت، به دادگاه شکایت کرد. دادگاه قرار تأمین صادر و خسروآباد را همراه با روستاهای قزل‌حصار کرج، صبا آباد و سه فقره دیگر از املاک کامران میرزا توقیف کرد. اما کامران میرزا بی اعتنا به قرار محکمه، همین املاک توقیف شده را به فردی به نام اسلامی، مدیر مدرسه اسلامیه در تهران فروخت که به دستور عبدالحسین تیمورتاش وزیر عدلیه وقت، از معامله جلوگیری شد. از نتیجه دعوای میان کامران میرزا و منفرد اطلاعی در دست نیست.
خسروآباد تا پیش از سال ۱۳۳۶ با نام بالارودخانه معروف بود (در مقابل سعید آباد که پایین رودخانه نامیده می شد)
در آن زمان اراضی مذکور متعلق به خانواده صقری از درباریان زمان قاجار بود. در روز عید نوروز عبدالحسین صقری برادر خود خسرو صقری را در نزاعی بر سر ارث و میراث کشت و جنازه او را برای مادر خود خانم سکینه سیف ( مالک اراضی تپه سیف) برد. از آن سال به بعد اراضی متعلق به این خانواده که تا پیش از آن بالا رودخانه نام داشت، خسروآباد نام گرفت